# Route nationale 101 (Slovénie)
Pour les articles homonymes, voir G101 et Route nationale 101.
La route nationale 101 (slovène : Glavna cesta 101), abrégée en G101 ou G2-101, est une route nationale slovène allant de la frontière autrichienne à Podbrezje (en). Sa longueur est de 17 km. Elle fait partie de la route européenne 652.

## Histoire
Avant 1998, la route nationale 101 était numérotée M1.1,.

## Tracé
- Autriche B 91
- Podljubelj (en)
- Tržič
- Bistrica pri Tržiču (en)
- Loka (en)
- Zvirče (en)
- Podbrezje (en)